# Jan Rähm
Jan Rähm (* 1981 in Frankfurt (Oder)) ist Krisenmanager im Incident Response bei der HiSolutions AG.  Zwischen 2021 und 2023 leitete er als Head of Communications die Öffentlichkeitsarbeit des Startups R3 Solutions. Von 2006 bis 2021 arbeitete er freischaffend als Wissenschafts- und Technikjournalist in Berlin. Seine Beträge werden im deutschen und österreichischen öffentlich-rechtlichen Hörfunk gesendet, aber auch in diversen Printmedien publiziert.
2014 und 2015 war er Dozent und Trainer zur Basisausbildung für Journalisten in Tonschnitt, Podcast, Presse- und Öffentlichkeitsarbeit am Zentrum Informationsarbeit Bundeswehr. 2015 hielt er den Vortrag Im Netz der Dinge – Wie die physische Welt smart wird bei der Deutschen Gesellschaft für Information und Wissen. 2016 folgte die Vorlesung Medienrecht in der praktischen Anwendung an der Universität Potsdam und in den Wintersemestern 2018/2019 sowie 2019/2020 das Seminar Wissenschaftsjournalismus in Radio und Podcast im Bereich Wissenschafts- und Technikjournalismus an der TU Dresden.

## Werke (Auswahl)
- mit Peter Welchering und Manfred Kloiber: Bits und Bomben: Cyberwar: Konzepte, Strategien und reale digitale Kontroversen. AVM, München 1992, ISBN 978-3-86924-325-2
- mindestens 10 Sendungen der DLF-Reihe Hintergrund, seit 2013
- mit Peter Welchering: Die Waffen des Cyberwar – Computerviren im strategischen Einsatz. Deutschlandfunk – Wissenschaft im Brennpunkt vom 27. Februar 2011.[5]

## Auszeichnungen
- 2012: ACHEMA-Medienpreis für Ist das Gold oder kann das weg? – Über Sinn, Unsinn und Machbarkeit des Urban Mining. Deutschlandfunk 2011.[1][6]
- 2016: Journalistenpreis Informatik in der Kategorie Hauptpreis Fernsehen für die Sendung Cyberwar – 7 Dinge, die Sie wissen sollten aus der Reihe Quarks, bei der Rähm einer der Autoren war.[7]
- 2016: Shortlist Ernst-Schneider-Preis in der Kategorie Hörfunk – Große Wirtschaftssendung für das Feature Internet der Dinge – Gefahren und Chancen der digitalisierten Welt. Deutschlandfunk 2015
- 2017: Shortlist Ernst-Schneider-Preis in der Kategorie Hörfunk – Große Wirtschaftssendung für das Feature Die Festplatte auf Rädern: Welche Daten das Auto sammelt – und verrät. Deutschlandfunk 2016[8]